# Rikit Dekat
Rikit Dekat is een bestuurslaag in het regentschap Gayo Lues van de provincie Atjeh, Indonesië. Rikit Dekat telt 670 inwoners (volkstelling 2010).